# Jonas Johansson (ishockeyspelare född 1982)
Jonas Johansson, född 29 mars 1982 i Luleå, är en svensk före detta professionell ishockeyspelare.
Som 15-åring spelade Jonas i TV-pucken 1997 för Norrbottens län.
Jonas karriär som professionell ishockeyspelare blev inte lång, men under elitseriesäsongen 2003/2004 gjorde han 6 poäng (1 mål + 5 assist) på 44 matcher, vilket blev hans samtliga gjorda poäng under sina 130 elitseriematcher (grundserie + slutspel) för Luleå HF.